# تلوث المياه

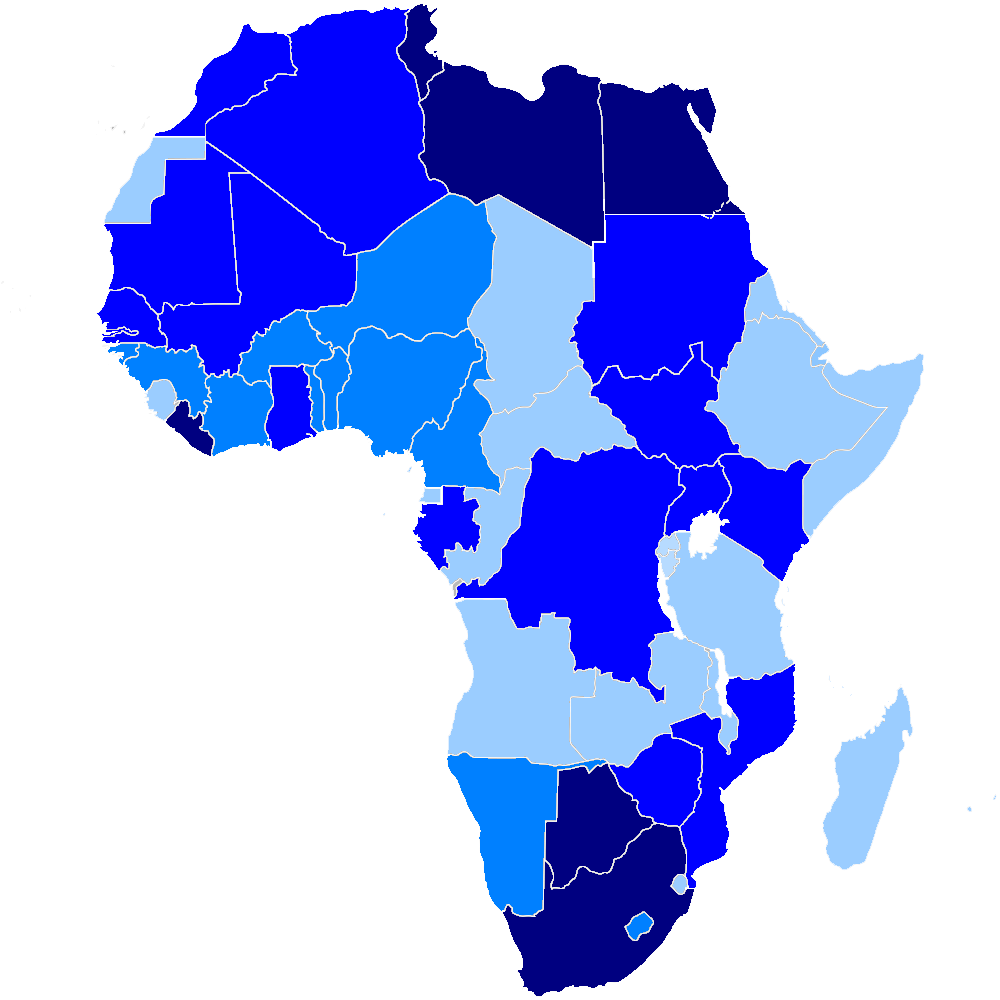
نسبة توفر المياه النقية في قارة أفريقيا.
80 - 99%.
58 - 79%.
39 - 57%.
0 - 38%.

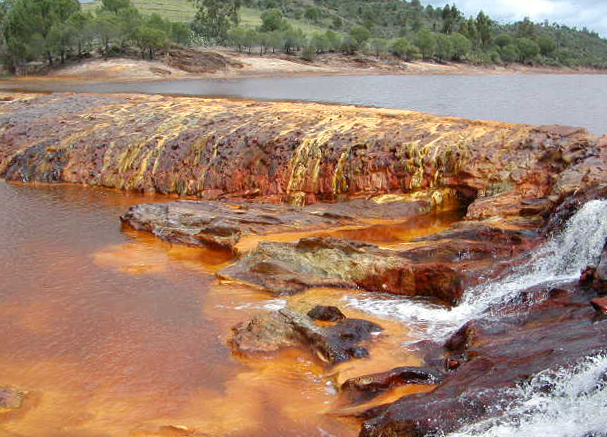
ماء ملوث بصدأ الحديد.

تلوث المياه أو تلوّث الماء هو أي تغير فيزيائي أو كيميائي في نوعية المياه، بطريقة مباشرة أو غير مباشرة، يؤثر سلبياً على الكائنات الحية، أو يجعل المياه غير صالحة للاستخدامات المطلوبة. ويؤثر تلوث الماء تأثيراً كبيراً في حياة الفرد والأسرة والمجتمع، فالمياه مطلب حيوي للإنسان وسائر الكائنات الحية، فالماء قد يكون سبباً رئيسياً في إنهاء الحياة على الأرض إذا كان ملوثاً.
ينقسم التلوث المائي إلى نوعين رئيسيين، الأول هو التلوث الطبيعي، ويظهر في تغير درجة حرارة الماء، أو زيادة ملوحته، أو ازدياد المواد العالقة. والنوع الآخر هو التلوث الكيميائي، وتتعدد أشكاله كالتلوث بمياه الصرف والتسرب النفطي والتلوث بالمخلفات الزراعية كمبيدات الحشرات والمخصبات الزراعية.
يأخذ التلوث المائي أشكالاً مختلفة، ويٌحدِث تداعيات مختلفة، وبالتالي تتعدد مفاهيم التلوث المائي. فيمكن تعريفه بأنه إحداث تلف أو فساد لنوعية المياه، مما يؤدي إلى حدوث خلل في نظامها البيئي، مما يقلل من قدرتها على أداء دورها الطبيعي ويجعلها مؤذية عند استعمالها، أو يفقدها الكثير من قيمتها الاقتصادية، وبصفة خاصة ما يتعلق بموارده السمكية وغيرها من الكائنات المائية. كذلك يُعرف التلوث المائي بأنه تدنيس لمجاري الأنهار والمحيطات والبحيرات، بالإضافة إلى مياه الأمطار والآبار والمياه الجوفية، مما يجعل مياهها غير معالجة وغير قابلة للاستخدام، سواء للإنسان أو الحيوان أو النبات وسائر الكائنات المائية.

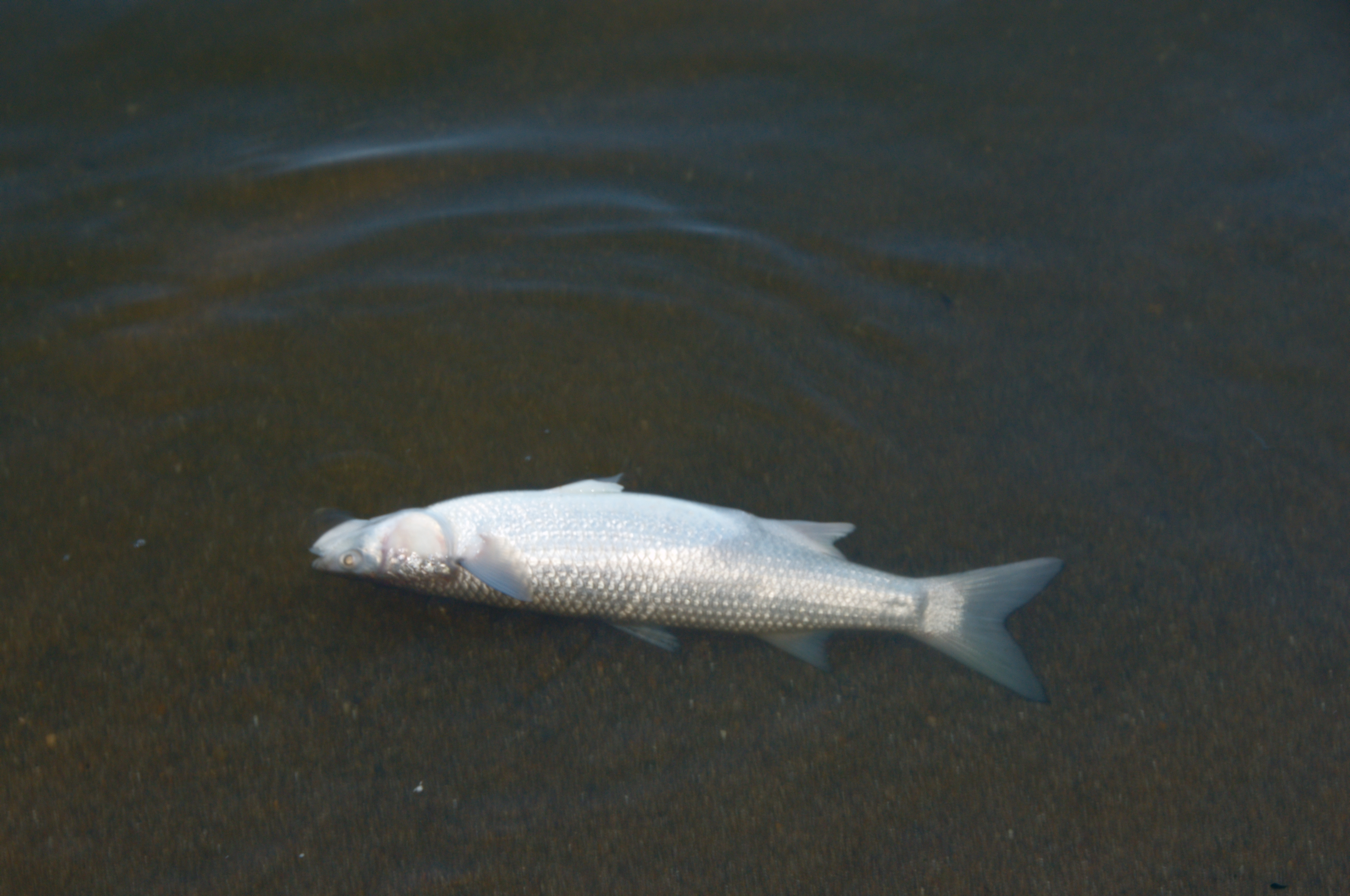
نفوق الأسماك في المجاري المائية أحد نتائج التلوث المائي.

يعتبر المجرى المائي ملوثاً عندما يتغير تركيب أو حالة مياهه بشكل مباشر أو غير مباشر نتيجة عمل الإنسان، وبالتالي تصبح مياهه أقل صلاحية للاستعمالات في وضع حالتها الطبيعية. والتلوث المائي أيضاً هو كل تغيير في الصفات الطبيعية للماء من خلال إضافة مواد غريبة تتسبب في تعكيره أو تكسبه رائحة أو لوناً أو طعماً، وقد تكون الميكروبات مصدراً للتلوث، مما يجعله مصدراً للمضايقة أو للإضرار بالاستعمالات المشروعة للحياة. وتحتوي المياه الملوثة على مواد غريبة عن مكونها الطبيعي، قد تكون صلبة ذائبة أو عالقة، أو مواد عضوية أو غير عضوية ذائبة، أو مواد دقيقة مثل البكتيريا أو الطحالب أو الطفيليات، مما يؤدي إلى تغيير خواصه الطبيعية أو الكيميائية أو الأحيائية، مما يجعل الماء غير مناسب للشرب أو الاستهلاك المنزلي، كذلك لا يصلح استخدامه في الزراعة أو الصناعة.

## أنواع التلوث المائي
يمكن تصنيف التلوث المائي إلى:
تلوث طبيعي

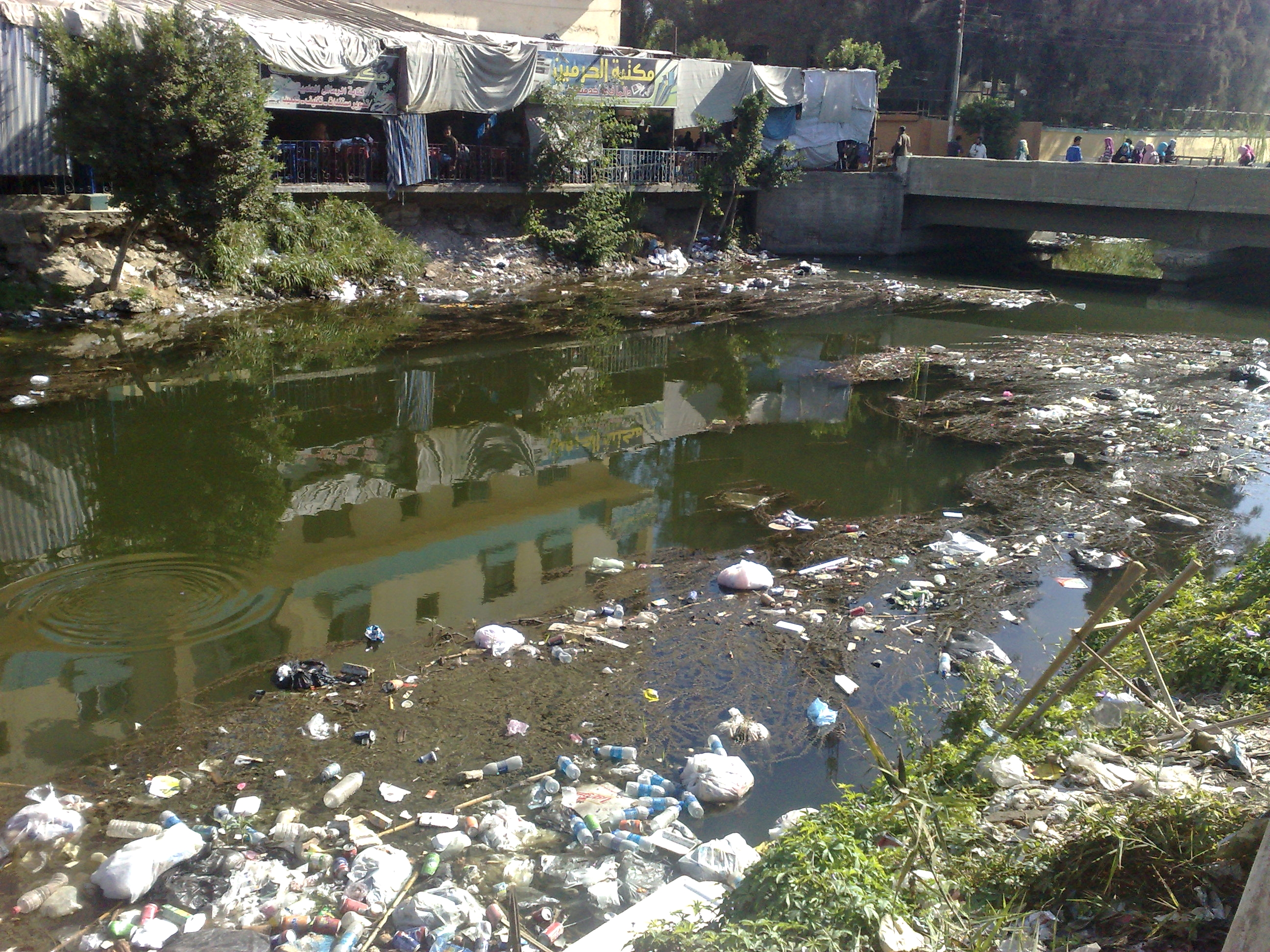
يُعد بحر شبين امتداداً للرياح المنوفي الخارج من نهر النيل، وهو ملوث بكافة أشكال التلوث المائي، ويوزع مياه الشرب والري لمدينة شبين الكوم وتوابعها والكثير من قرى محافظة المنوفية.
ملحوظة: الصورة ملتقطة بمدينة شبين الكوم.

ويقصد به التلوث الذي يغير من الخصائص الطبيعية للماء، فيجعله غير مستساغ للاستعمال الآدمي، وذلك عن طريق تغير درجة حرارته أو ملوحته، أو ازدياد المواد العالقة به، سواء كانت من أصل عضوي أو غير عضوي. وينتج ازدياد ملوحة الماء في الغالب لازدياد كمية التبخر لماء البحيرة أو النهر، خصوصاً في الأماكن الجافة دون تجديد لها، ويؤدي ذلك أيضاً لاكتسابه الرائحة الكريهة أو تغير لونه أو مذاقه.
تلوث كيميائي
يعتبر التلوث الكيميائي للماء واحد من أهم وأخطر المشاكل التي تواجه الإنسان المعاصر، حيث يصبح للماء بسببه - أي الإنسان - تأثير سام نتيجة وجود مواد كيميائية خطرة فيه، مثل مركبات الرصاص، والزئبق، والكاديوم، والزرنيخ، والمبيدات الحشرية. والتي يمكن تقسيمها إلى نوع قابل للانحلال، ونوع آخر قابل للتراكم والتجمع في الكائنات الحيّة التي تعيش في الماء، مما يمثل خطراً كبيراً عليها، كذلك على متناول الأسماك بسبب تلوثها.

## التلوث بمياه الصرف الصحي

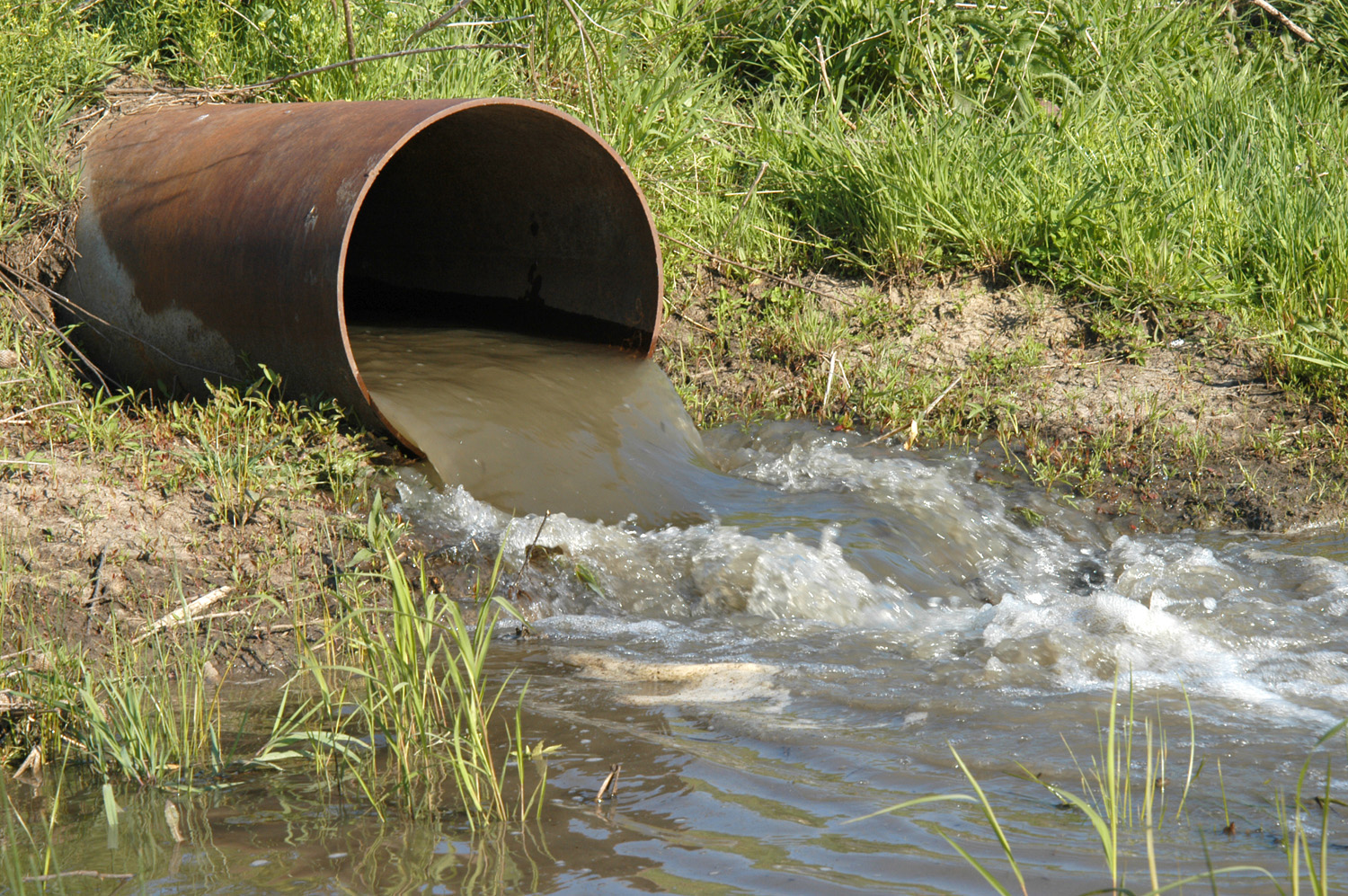
تلويث المسطحات المائية بالصرف الصحي.

أصبحت قضية التخلص من مياه الصرف الصحي (المجاري) من أكبر المشكلات التي تواجه العالم بأسره، لما يترتب على ذلك من أخطار صحية واقتصادية جمة. فهذا النوع من المياه الملوثة يشتمل على العديد من الملوثات الخطرة، سواء كانت عضوية أو مواد كيماوية (كالصابون والمنظفات الصناعية)، وبعض أنواع البكتيريا والميكروبات الضارة، إضافة إلى المعادن الثقيلة السامة والمواد الكربوهيدراتية.
تحتوي مياه الصرف الصحي على بكتيريا كثيرة جداً تسبب أمراضاً عديدة، فمثلاً في الجرام الواحد من مخرجات الجسم (عرق أو بول أو براز) يحتوي على 10 ملايين فيروس، بالإضافة إلى مليون من البكتيريا. مثال ذلك بكتيريا السالمونيلا التي تؤدي إلى الإصابة بمرض حمى التيفوئيد والنزلات المعوية. وتسبب بكتيريا الشيجلا أمراض الإسهال، كما تسبب بكتيريا الإسشيرشيا كولاي القيء والإسهال، وقد تؤدي إلى الجفاف خاصةً عند الأطفال. أما بكتيريا اللبتوسبيرا فيترتب عليها أمراض التهابات الكبد والكلى والجهاز العصبي المركزي، أما بكتيريا الفيبريو فتسبب مرض الكوليرا.
وتسبب هذه الأنواع من البكتيريا وغيرها أمراضا مختلفة نتيجة للتعامل مع المياه الملوثة بالصرف الصحي، سواء بالشرب أو الاستحمام أو حتى تناول الأسماك التي تم اصطيادها من هذه المياه، عوضاً عن الإقامة بالقرب من المسطحات المائية الملوثة، فإنه يمكن الإشارة إلى أمراض شلل الأطفال والحمى الصفراء والجرب والملاريا.

## الملوثات النفطية

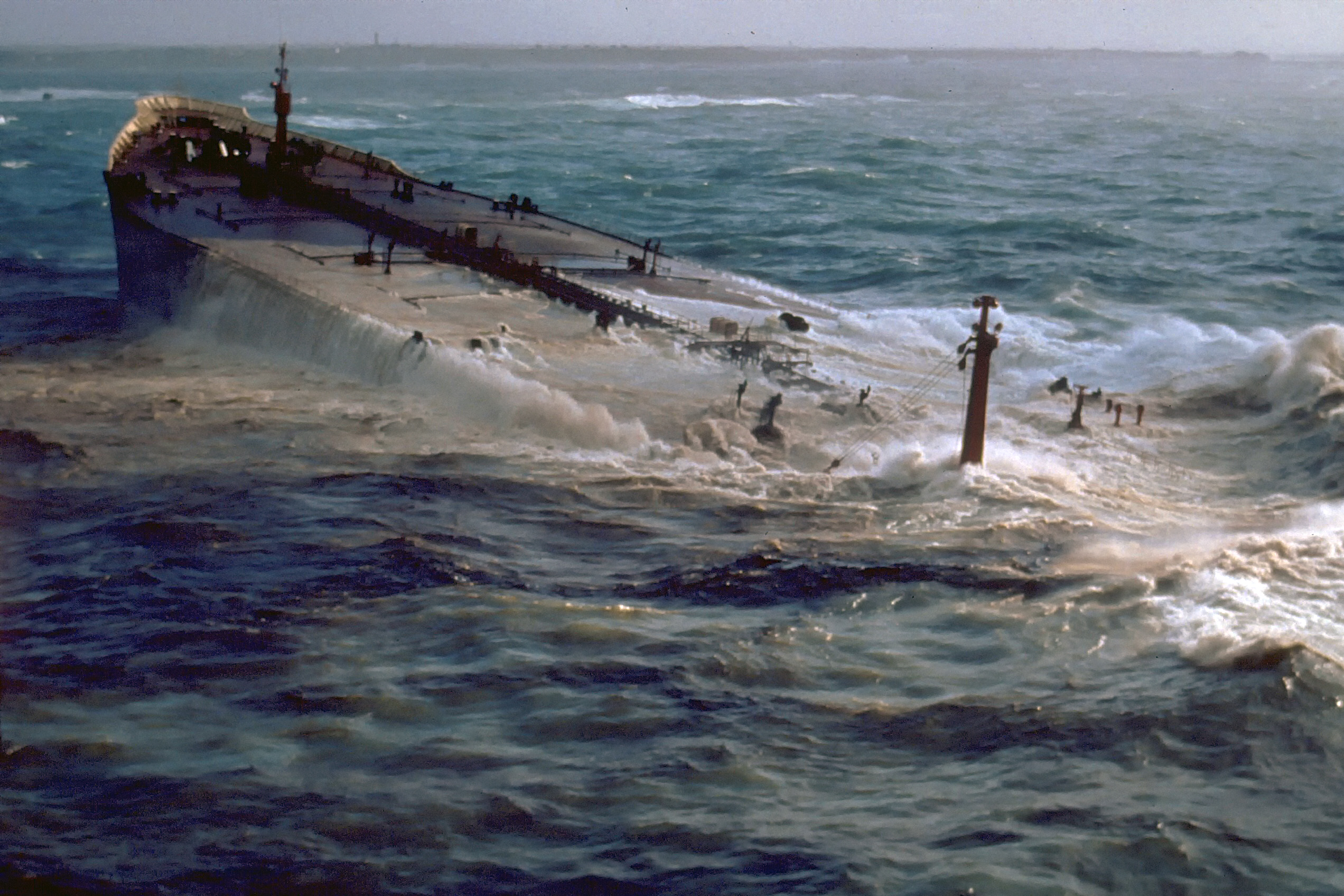
غرق ناقلة بترول بالقرب من سواحل فرنسا عام 1978.

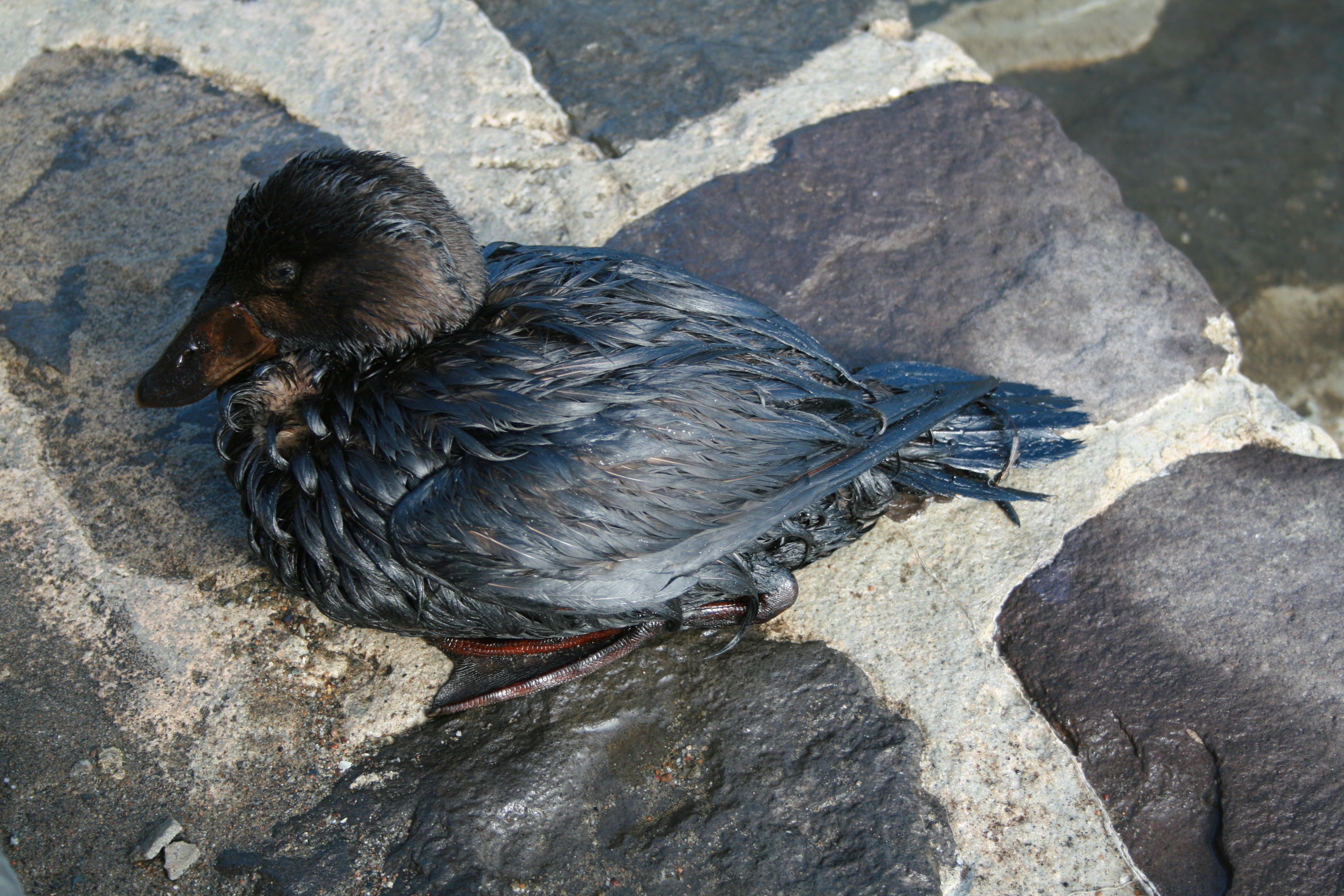
بطة مغطاة بالنفط نتيجة انسكابه في خليج سان فرانسيسكو عام 2007.

تعتبر الملوثات النفطية من أكبر مصادر التلوث المائي انتشاراً وتأثيراً رغم حداثتها، ويحدث التلوث بالنفط عندما تتسرب المواد النفطية إلى المسطحات المائية -خاصةً البحرية منها- والتي لم تقتصر على المناطق الساحلية فقط، بل تمتد لتصل إلى سطح مياه المحيطات وطبقات المياه العميقة.
تتعدد أسباب التلوث النفطي للمياه، لتتضمن حوادث ناقلات النفط ومنتجاته، وحوادث استخراج النفط من الآبار البحرية، خاصةً أثناء عملية فصل الماء عن الزيت فصلاً كاملاً، أو نتيجة تسرب النفط من الآبار المجاورة للشواطئ البحرية، أو بسبب تلف أنابيب نقل النفط من آباره البحرية للشواطئ، وأيضاً حوادث إلقاء النفايات والمخلفات النفطية في البحر من ناقلات النفط أثناء سيرها؛ خاصةً تلك المخلوطة بالمياه التي استخدمت في غسيل خزاناتها؛ وخاصةً تلك المصاحبة لتفريغ مياه توازن السفن. أو غرق الناقلات النفطية المحمَّلة بالنفط أو اصطدامها بالسفن الأخرى. يحدث التلوث بالنفط كذلك عند التدمير العمدي لآبار النفط البرية والبحرية، كما في حربي الخليج الأولى  والثانية، مما أدى لتلوث مياه الخليج العربي بالبترول، وقد دلت دراسات أن التلوث بالنفط في الخليج يبلغ أكثر من 47 مرة التلوث على المستوى العالمي بالنسبة إلى وحدة المساحة. ويأتي 77% من التلوث من عمليات الإنتاج البحري والناقلات.
ومن أضرار التلوث النفطي نجد الآتي:
- للنفط تأثير سام على الكائنات البحرية عندما تمتصه، فتتجمع المواد الهيدروكربونية المكونة للنفط في الأنسجة الدهنية وكبد وبنكرياس الأسماك، والتي تقتل بدورها الإنسان بعد إصابته بالسرطان. كما تؤثر سلباً على اللافقاريات والعوالق والمحار والثدييات والطيور البحرية والشعاب المرجانية.[24]
- يمتد تأثير التلوث السلبي على المنتجات السياحية الشاطئية.[25]
- تزداد كلفة الحد من التأثيرات السلبية للنفط، أو ما تدفعه الشركات الملاحية من تعويضات نتيجة للتلوث.[26]

## المخلفات الزراعية

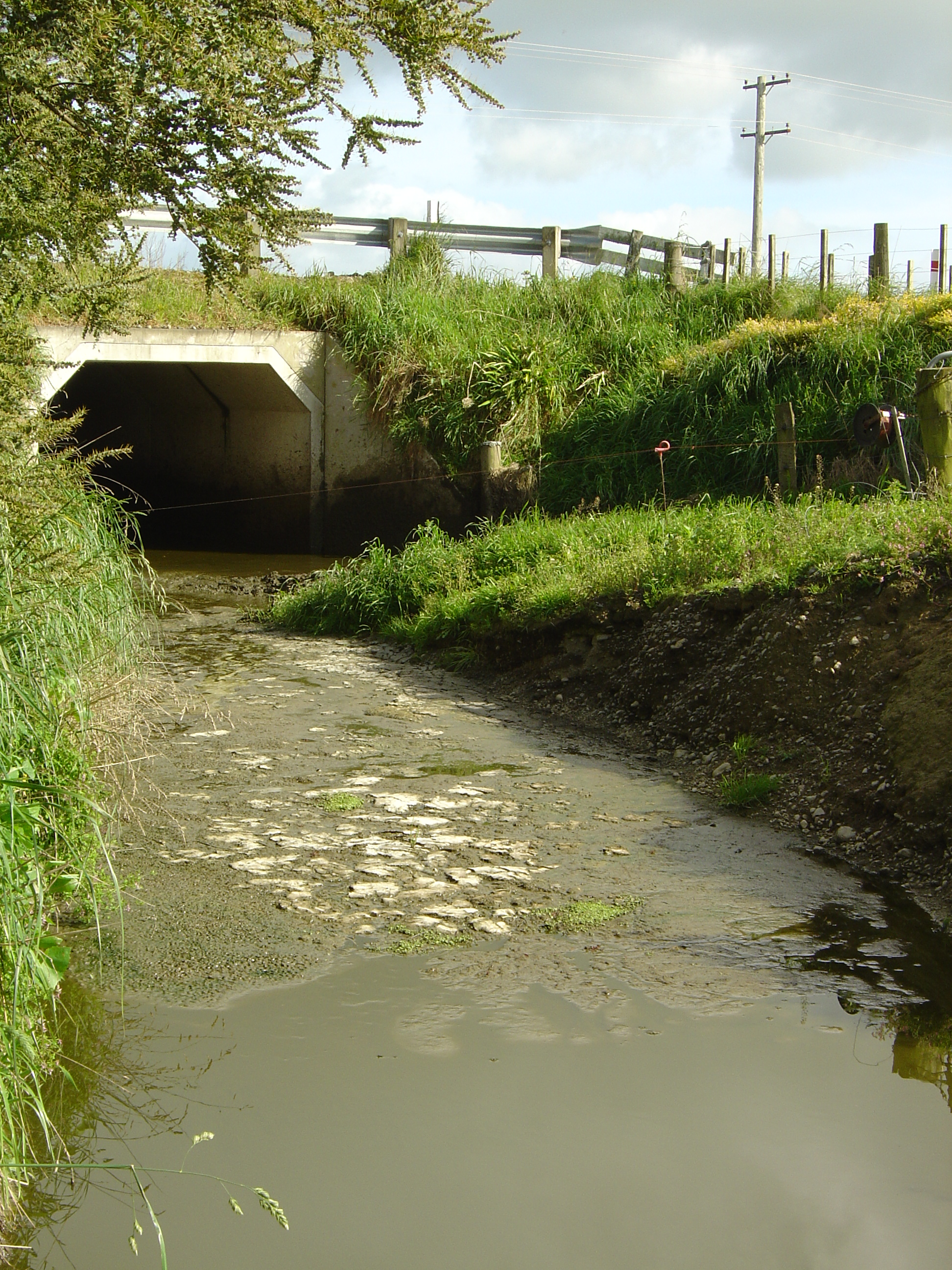
تلوث مجرى مائي بالمخلفات الزراعية في نيوزيلندا.

المخلفات الزراعية هي الأسمدة والمبيدات التي يجري تصريفها إلى المجاري المائية إذا ما تركت دون تدوير، والتي تؤدي إلى تلويث المياه بالأحماض والقلويات والأصباغ والمركبات الهيدروكربونية، والأملاح السامة والدهون والدم والبكتيريا، وبالتالي يضم هذا النوع من المخلفات خليطاً من الملوثات الكيميائية والمبيدات الحشرية والمخصبات الزراعية.

### تلوث الماء بالمبيدات
تستخدم المبيدات الحشرية في مجالات الزراعة والصحة العامة للقضاء على الآفات والحشرات، وبصفة عامة يؤدي استخدام المبيدات إلى اختلال التوازن البيئي من خلال تلويث عناصر البيئة المختلفة من تربة وماء ونبات وحيوان بشكل يصعب إعادة توازنها. وتشمل المواقع المعرضة للتلوث بالمبيدات، عن طريق المياه الجوفية  والآبار والينابيع والأنهار والبحيرات والخزانات المائية والبرك. وتتلوث مياه الشرب بالمبيدات بأكثر من وسيلة، منها الانتقال العرضي من المناطق المجاورة أثناء عملية الرش، أو من جراء التسرب من الأراضي التي تتعامل مع مبيدات بالتزامن مع حركة الماء، أو يحدث التلوث المباشر باستخدام المبيدات في القضاء على نبات ورد النيل مثلاً الذي ينتشر على صفحة نهر النيل في مصر، وبالتالي تمثل مخلفات المبيدات مشكلة خطيرة سواء بالنسبة لصحة الإنسان؛ من حيث تأثيره على الجهاز التنفسي والجلد والعين، أو باعتباره مهلك للأسماك وضار بالزراعات؛ خاصةً نبات القطن عند ريه بمياه تم التعامل معها بتلك المبيدات في حالة القضاء على ورد النيل مثلاً. كما أنه ضار بالحيوانات المنتجة للبن عند شربها لمياه ملوثة.
هناك تأثيرات صحية ضارة للمبيدات المذابة في المياه التي قد تنتقل إلى التربة وينتج عنها زراعة نباتات ملوثة أو نتيجة تناول الحيوانات لنباتات تمت سقايتها بالماء الملوث أو شربها من الماء الملوث مباشرةً، وهي:
- ظهور أعراض مظاهر الحساسية الصدرية والربو وتصلب الشرايين، وظهور أعراض السرطان.[35]
- تضخم الكبد، وظهور الأمراض الجلدية وأمراض العيون، وحدوث اضطرابات في المعدة.[36]
- فقدان الذاكرة وبعد مظاهر التبلد والخمول.[37]
- تدمير العناصر الوراثية في الخلايا، وتكوين أجنة مشوهة.[38]

ورغم المآسي التي تحيط بالتعامل مع المبيدات، إلا أنه لا يمكن الاستغناء عنها كليّا، لأن ذلك يعني انتشار الحشرات والآفات بصورة مخيفة. ويمكن الامتناع عن استخدام بعض المبيدات لأكثر من 10 سنوات في بعض الأراضي، إلا أن أي نبات يزرع في هذه الأراضي ما زال يحتوي على بقايا هذه المبيدات.

### التلوث المائي بالمخصبات الزراعية
أما بالنسبة للتلوث المائي بالمخصبات الزراعية، سواء كانت آزوتية أو فوسفاتية أو بوتاسية، والتي يتزايد استخدامها نظراً لمحدودية التربة الصالحة للزراعة، والاتجاه نحو التوسع في الزراعة الكثيفة لزيادة إنتاجية الزراعة من الغذاء مع النمو المضطرد للسكان. فمثلاً ينشأ التلوث المائي بالمخصبات الزراعية في حال استخدامها بطريقة غير محسوبة، مما يؤدي إلى زيادتها عن حاجة النبات، فتذوب في مياه الري التي يتم التخلص منها في المصارف، أو تتراكم بمرور الزمن لتصل إلى المياه الجوفية التي ترتفع فيها نسبة مركبات النترات والفوسفات، كما تلعب الأمطار دوراً في حمل ما تبقى منها في التربة ونقلها إلى المجاري المائية المجاورة.
تعد المركبات الفوسفاتية من أهم الملوثات المائية، حيث يترتب على زيادة نسبتها في المياه إلى الإضرار بحياة كثير من الكائنات الحية التي تعيش في المياه، وينجم عن الإفراط في المركبات الفوسفاتية آثاراً ضارة، منها:
- يتصف هذا النوع من المخصبات بثباته الكيميائي، ما يجعله يستمر في التربة لفترة طويلة، فالنباتات والمحاصيل لا تستطيع أن تمتص كل ما يضاف منها إلى التربة.[43] فضلاً عما تتصف به من سمية يجعلها من المغالاة في استخدامها ضراراً على كل من يتعامل من المياه شرباً وزراعة (الإنسان والحيوان)، مما يستوجب عدم زيادة مركبات الفوسفات في مياه الشرب عن حدود معينة تقررها السلطات المحلية المعنية بالأمر.
- تعمل المركبات الفوسفاتية على النمو الزائد للطحالب وبعض النباتات المائية في المسطحات المائية المغلقة كالبحيرات، والتي تستقبل -في أغلب الأحيان- مياه الصرف الصحي، حتى تصل لحالة تشبع غذائي يؤدي بمرور الزمن إلى خلوها من الأكسجين، وبالتالي القضاء على ما بها من أسماك وكائنات بحرية أخرى.[44]

تسهم مياه الصرف الزراعي ومياه الأمطار والمياه الجوفية بنسبة مركبات فوسفورية إلى المجاري المائية تفوق بكثير تلك التي تحمله مياه الصرف الصحي والملوثات الصناعية.
أما التلوث المائي بمركبات النترات يعتبر من أكبر وأخطر مشكلات التلوث في العالم، ويأخذ أحد عدة أشكال:
- يؤدي الإسراف في استخدام الحمضيات النيتروجينية في التربة إلى زيادة تركيزها في المجاري المائية لودود فائض عن حاجة النباتات، وتتسرب مع مرور الوقت إلى المياه الجوفية، أو تجرفها مياه الأمطار معها إلى المجاري المائية التي يستخدمها الإنسان.[46]
- وجود نسبة عالية من النترات في عديد من النباتات التي تستخدم في تحضير طعام الإنسان.

| كميات النيترات والنيتريت المختزمة في أنسخة خضراوات مختارة. | كميات النيترات والنيتريت المختزمة في أنسخة خضراوات مختارة. | كميات النيترات والنيتريت المختزمة في أنسخة خضراوات مختارة. | كميات النيترات والنيتريت المختزمة في أنسخة خضراوات مختارة. | كميات النيترات والنيتريت المختزمة في أنسخة خضراوات مختارة. | كميات النيترات والنيتريت المختزمة في أنسخة خضراوات مختارة. | كميات النيترات والنيتريت المختزمة في أنسخة خضراوات مختارة. | كميات النيترات والنيتريت المختزمة في أنسخة خضراوات مختارة. | كميات النيترات والنيتريت المختزمة في أنسخة خضراوات مختارة. | كميات النيترات والنيتريت المختزمة في أنسخة خضراوات مختارة. | كميات النيترات والنيتريت المختزمة في أنسخة خضراوات مختارة. | كميات النيترات والنيتريت المختزمة في أنسخة خضراوات مختارة. | كميات النيترات والنيتريت المختزمة في أنسخة خضراوات مختارة. | كميات النيترات والنيتريت المختزمة في أنسخة خضراوات مختارة. |
| ---------------------------------------------------------- | ---------------------------------------------------------- | ---------------------------------------------------------- | ---------------------------------------------------------- | ---------------------------------------------------------- | ---------------------------------------------------------- | ---------------------------------------------------------- | ---------------------------------------------------------- | ---------------------------------------------------------- | ---------------------------------------------------------- | ---------------------------------------------------------- | ---------------------------------------------------------- | ---------------------------------------------------------- | ---------------------------------------------------------- |

| نباتات مختارة      | النيترات ملج/كجم | النيتريت ملج/كجم |
| ------------------ | ---------------- | ---------------- |
| البنجر             | 2134             | 3.3              |
| الجزر              | 183              | 1.5              |
| الخس               | 1361             | 8.7              |
| الخيار             | 156              | 8.0              |
| السبانخ            | 442              | 3.2              |
| الفاصولياء الخضراء | 153              | 5.3              |
| الفجل              | 2600             | 7.3              |
| الكرفس             | 1321             | 0.7              |
| الكرنب             | 330              | 2.3              |

- التوسع في استخدام مركبات النترات والنيتريت كمادة حافظة، سواء في المعلبات الغذائية، أو في بعض أنواع اللحوم المملحة والمحفوظة، انطلاقاً مما تتصف به من خواص مضادة للجراثيم وإضافتها لوناً خاصاً ورائحة مميزة.[48]
- توجد مركبات النيترات بنسبة عالية في بعض أنواع المشروبات مثل الجعة، نتيجة شمول جزء كبير من أيون النترات المستخلص من الشعير إلى أيون النيتريت السام، أثناء تحضير الشراب عن طريق التخمر.[49]

## التلوث المائي بالمخلفات الصناعية
يُقصد بالمخلفات الصناعية كافة المخلفات المتخلفة عن الأنشطة الصناعية، خاصةً الصناعات الكيميائية والتعدين والتصنيع الغذائي. وتمثل مخلفات الصناعة خطراً حقيقياً على كافة عناصر البيئة الذي يعد الماء أهم عناصره، وقد ظهر هذا النوع من التلوث بوضوح في سبعينات القرن العشرين. وتعتبر كل من الصناعات التحويلية والصناعات التعدينية المصدران الرئيسيان لملوثات المياه بالفلزات الثقيلة والكيماويات والمنظفات الصناعية. فالمياه تستخدم في الصناعة بصفة رئيسية في تبريد وتنظيف الآلات ومعالجة المواد الخام أو الطعام وغيرها من العمليات التصنيعية المختلفة، مما ينجم عنه ذلك تلويث المياه بمستويات متباينة، ويتم تصريف كميات هائلة من المياه الصناعية يومياً.
يمثل التلوث بالصناعات التعدينية ذات العلاقة بإنتاج الفلزات الثقيلة -كالزئبق والرصاص والكاديوم والزنك- مشكلة كبرى، نظراً لقدرتها على التراكم في الأنسجة الحية، خاصةً الزئبق الذي يعد أكثرها انتشاراً وأشدها سميّة وقدرة على التراكم بالأنسجة، فضلاً عن دورها في استهلاك قدر كبير من الأكسجين يزيد 4 أمثال ما تستهلكه مخلفات الصرف الصحي، وهذا بدوره يؤدي لمزيد من قتل الكائنات الحية بالمياه التي تلقى فيها هذه المخلفات.
أسوة بالفلزات الثقيلة، تسهم عديد من الصناعات التحويلية الأخرى في التلوث المائي، مثل الصناعات الكيميائية وعامل تكرير النفط، والصناعات الدوائية وصناعة الحديد والصلب، والصناعات الورقية والصناعات الغذائية، بجانب محطات توليد الكهرباء. وما يترتب على ذلك من الإضرار بسلسلة الغذاء، من خلال إصابة الأحياء المائية من الأسماك والثدييات المائية بالسرطان، الذي بدوره ينتقل إلى الإنسان، فضلاً عن التأثير السلبي لهذا التلوث على إنتاجية المسطحات المائية من الأسماك.
وبصفة عامة تتضح سلبيات التلوث المائي بمخلفات الصناعات التحويلية في الدول المتقدمة أكثر من الدول النامية، وخاصةً الصناعات التعدينية، بالإضافة إلى المناطق المتقدمة صناعياً مثل دول شرق آسيا.
كذلك تؤدي إلقاء المواد بلاستيكية في المسطحات المائية إلى قتل الأسماك والطيور والثدييات البحرية، أو إلحاق ضرر بها. فصغار السلاحف البحرية -على سبيل المثال- تلتهم الأكياس البلاستيكية العائمة ظناً منها إنها قناديل البحر التي تُشكل وجبات لذيذة لها، ومن ثم تموت نتيجة انسداد أمعائها بهذه الأكياس التي لا تهضم. كما أن الطيور البحرية تصطدم -عن طريق الخطأ- بالخيوط البلاستيكية المستعملة في أدوات صيد الأسماك، مما يتسبب في موتها شنقاً.

## إجراءات وقاية المياه من التلوث
يظل تلوث المياه العذبة مُسبباً رئيسياً للأمراض والوفاة في معظم دول العالم النامية، ويأخذ الأشكال التالية:
- استنزاف كميات كبيرة من الأكسجين الذائب في الماء، نتيجة ما يخلط من صرف صحي وزراعي وصناعي، مما يؤدي إلى تناقص أعداد الأحياء المائية.
- تؤدي زيادة نسبة المواد الكيميائية في المياه إلى تسمم الأحياء، فتكاد تخلو الأنهار من مظاهر الحياة بسبب ارتفاع تركيز الملوثات الكيميائية فيها.
- ازدهار ونمو البكتيريا والطفيليات والأحياء الدقيقة في المياه، مما يقلل من قيمتها كمصدر للشرب أو للري أو حتى للسباحة والترفيه.
- قلة الضوء الذي يخترق المياه لطوف الملوثات على سطح المياه، والضوء يعتبر ضرورياً لنمو الأحياء النباتية المائية كالطحالب والعوالق.

وللحفاظ على المياه الطبيعة يجب سن الكثير من القوانين والتشريعات الحازمة لمحاولة الحد من تلوث المياه، بجانب بناء الحكومات محطات لتنقية المياه ومعالجتها من المخلفات والنفايات، كذلك وضع حد أعلى لتركيز الملوثات في المياه ليضمن حد أدنى لسلامة المياه. كل هذا بجانب التوعية في وسائل الإعلام المختلفة وشبكة المعلومات الدولية وفي دور العبادة بأهمية المحافظة على المياه.
ومن بعض الحلول الأخرى لمعالجة هذا التلوث:
- سرعة معالجة مياه الصرف الصحي قبل وصولها للتربة أو للمسطحات المائية الأخرى، والتي يمكن إعادة استخدامها مرة أخرى في ري الأراضي الزراعية [61] لكن بدون تلوث للتربة والنباتات التي يأكلها الإنسان والحيوان.[62]
- التخلص من نشاط النقل البحري، وما حدث من تسرب للنفط في مياه البحار -أو الأنهار الملاحية- من خلال الحرق أو الشفط.[63]
- محاولة دفن النفايات المشعة في بعض الصحارى المحددة، لأنها تتسرب وتهدد سلامة المياه الجوفية.[64][65]
- فرض احتياطات أَمنيّة على نطاق واسع من أجل المحافظة على سلامة المياه الجوفية كمصدر آمن من مصادر مياه الشرب، وذلك بمنع الزراعة أو البناء أو قيام أي نشاط صناعي قد يضر بسلامة المياه.
- محاولة إعادة تدوير بعض نفايات المصانع بدلاً من إلقائها في المصارف ووصولها إلى المياه الجوفية بالمثل طالما لا يوجد ضرر من إعادة استخدامها مرة أخرى.[66]
- التحليل الدوري الكيميائي والحيوي للماء بواسطة مختبرات متخصصة، لضمان المعايير التي تتحقق بها جودة المياه وعدم تلوثها.
- الحد من تلوث الهواء الذي يساهم في تلوث مياه الأمطار، وتحولها إلى ماء حمضي يثير الكثير من المشاكل المتداخلة.[67] هو توافر الوعي البشري الذي يؤمن بضرورة محافظته على المياه من التلوث.[68]